# Maurice Greene
Maurice Greene (* 23. července 1974 Kansas City, Kansas) je americký bývalý úspěšný sprinter a jeden z nejslavnějších atletů přelomu 20. a 21. století.
Držitel mnoha vítězství, tří titulů mistra světa i olympijského zlata ze Sydney 2000. V letech 1999 až 2005 také držitel světového rekordu na 100 m časem 9,79 s (první člověk v historii, který běžel regulérně pod 9,80). Jeho rekord byl „čistým způsobem“ překonán až po šesti letech jamajským sprinterem Asafou Powellem na stejném stadionu v Aténách roku 2005. Greene přitom stále drží světové rekordy v halovém běhu na 50 m (neoficiálním spoludržitelem v čase 5,56 s) a do roku 2018 i na 60 m (dvakrát běžel 6,39 s v letech 1998 a 2001). Jeho největší medailové úspěchy přišly v letech 1997–2001.
Dodnes patří k tabulkově nejúspěšnějším sprinterům, který jako jeden z pouhých tří atletů získal tři tituly na jednom mistrovství světa (v Seville 1999, a to na 100 m, 200 m a ve štafetě na 4×100 m). Greene také do roku 2009 držel rekord v nejvyšším počtu stovek, zaběhnutých pod hranicí 10,00 sekund, a sice 53krát v letech 1997–2004. Ve zmíněném roce ho však v této statistice překonal Jamajčan Asafa Powell.

## Rychlostní rekord
Greene také dlouho držel neoficiální rychlostí rekord v běhu. V letech 1999 (Řím) a 2000 (Berlín a Sydney) zaběhl celkem třikrát desetimetrový úsek (mezi 50-60 m) stovky v čase 0,82 s, což se rovná průměrné rychlosti 12,19 m/s - 43,90 km/h. Tento výkon překonal až 16. srpna 2009 jamajský sprinter Usain Bolt při svém světovém rekordu v běhu na 100 metrů 9,58 s., kdy dosáhl na měřeném dvacetimetrovém úseku průměrné rychlosti 44,72 km/h.

## Popularita
Greene je v USA i jinde také uznávanou celebritou. Jeho přezdívky jsou například „Dělová koule z Kansasu", nebo „The Phenomenon" („Fenomén“), které si vysloužil díky své netradiční schopnosti silně akcelerovat v závodě. Účastnil se již mnoha televizních a rozhlasových vysílání. Greene roku 2008 ukončil aktivní kariéru, oficiálně pro zranění a začal se věnovat trenérství a obchodní kariéře. Působí také jako občasný spolukomentátor atletických televizních přenosů.

## Osobní rekordy
- 50 m (hala): 5,56 s (Neoficiální světový rekord, 1999)
- 60 m (hala): 6,39 s (bývalý SR, 1998 a 2001)
- 100 m 9,79 s (Bývalý SR, 1999)
- 200 m 19,86 s (1997)
- Štafeta 4 × 100 m 37,59 s (1999)